# Scott-Gletscher (Königin-Marie-Land)
Der Scott-Gletscher ist ein Gletscher im äußersten Osten des ostantarktischen Königin-Marie-Lands. Er fließt in nordnordwestlicher Richtung zur Küste, die er unweit des Shackleton-Schelfeises zwischen Kap Hoadley und den Grace Rocks erreicht.
Der Gletscher wurde durch die Mannschaft der Western Base der Australasiatischen Antarktisexpedition (1911–1914) unter der Leitung des australischen Polarforschers Douglas Mawson entdeckt. Mawson benannte ihn nach dem britischen Polarforscher Robert Falcon Scott (1868–1912).